# Mini MBA
Il Mini MBA, per esteso Mini Master in Business Administration è un programma di formazione intensivo ed avanzato focalizzato sulla gestione aziendale e sulle competenze di leadership. Di breve o media durata (da 3 a 12 mesi), il Mini MBA è rivolto a Manager e Professionisti che desiderano conoscere in modo dettagliato il settore aziendale senza intraprendere un percorso accademico a tempo pieno.
Il Programma Mini-MBA non si deve confondere con il titolo di laurea in gestione aziendale e/o ingegneria gestionale.

## Programma di formazione
Il Mini MBA copre gli argomenti dei tradizionali MBA come contabilità, comunicazione aziendale, etica aziendale, finanza, economia, gestione manageriale, leadership, metodologia agile, intelligenza artificiale, imprenditorialità, marketing, operazioni e gestione strategica.

## Durata del percorso
Dal 2009, diverse business school, college, istituti scolastici ed aziende multinazionali offrono programmi di Mini MBA sia da remoto che in presenza.